# 马克·弗格森三世
马克·弗格森三世，（英語：Mark E. Ferguson III，1956年10月30日—），美国海军上将，现为美国欧非海军司令，2014年7月22日就职。从2011年8月22日至2014年7月1日为第37任美国海军作战副部长，之前是第55任海军人事局长。